# لیدل میلتن
لیدل میلتن (انگلیسی: Little Milton؛ ۷ سپتامبر ۱۹۳۴ – ۴ اوت ۲۰۰۵
ممفیس، تنسی، ایالات متحده آمریکا) یک موسیقی‌دان اهل ایالات متحده آمریکا بود. وی بین سال‌های ۱۹۵۳ تا ۲۰۰۵ میلادی فعالیت می‌کرد.